# コーレレ
コーレレ（伊: Colere ( 音声ファイル)）は、イタリア共和国ロンバルディア州ベルガモ県にある、人口約1,100人の基礎自治体（コムーネ）。

## 地理

### 位置・広がり
ベルガモ県北東部、ヴァッレ・ディ・スカルヴェのコムーネ。県都ベルガモから北東へ44km、ブレシアから北北西へ49km、州都ミラノから北東へ90kmの距離にある。

#### 隣接コムーネ
隣接するコムーネは以下の通り。BSはブレシア県所属。
- アンゴロ・テルメ (BS)
- アッツォーネ
- カスティオーネ・デッラ・プレゾラーナ
- ロヴェッタ
- ヴィルミノーレ・ディ・スカルヴェ

### 地震分類
イタリアの地震リスク階級 (it) では、3 に分類される
。

## 行政

### 山岳部共同体
広域行政組織である山岳部共同体「スカルヴェ山岳部共同体」  (it:Comunità montana di Scalve)  （事務所所在地：ヴィルミノーレ・ディ・スカルヴェ）を構成するコムーネである。

### 分離集落
コーレレには、以下の分離集落（フラツィオーネ）がある。
- Albarete, Cantoniera della Presolana, Carbonera, Castello, Dezzo di Scalve, Grana, Magnone, Valle Richetti, Valle Sponda, Valzella